# Santa Cruz (Manila)
Santa Cruz  es uno de los dieciséis distritos de la ciudad de Manila en la República de Filipinas.

## Geografía
El Distrito de Santa Cruz está geográficamente ubicado en la margen derecha del río Pasig, linda al norte con la ciudad de San Juan (II Distrito); al sur con Ermita;  al este con Sampaloc y Quiapo; y al oeste con Tondo y Binondo.

### Barangayes
Santa Cruz se divide administrativamente en 82 barangayes o barrios, todos de carácter urbano.

## Historia
Santa Cruz formaba parte del Corregimiento de Tondo, una división administrativa histórica del Reyno de Filipinas cuya cabecera fue la localidad de Tondo, situada poco más de media legua al norte de Manila.
Este pueblo estaba colocado al margen derecho del río Pasig, confinando con Binondo por el Este, y cominicándose ambos por el puente de sillería y bóveda, que se halla a la entrada de este citado pueblo de Santa Cruz, sobre el río del mismo nombre, que divide las dos Jurisdicciones.

"..Linda con la Ysla de Misig, de la Jurisdicción de Tondo, que está al Noroeste, y con las Tierras del Barrio de Gagalanguin, pertenecientes al indicado Tondo, que se halla al Nordeste..."

"...Por el Este confina con los terrenos, que pertenecen a las Monjas de Santa Clara; que son de la Jurisdicción del pueblo de Sampaloc, u por el Sureste con la Población de Quiapo; teniendo al sur el río Pasig, y al Sureste la Ysla nombrada de Romero, que es de su Jurisdicción, y con la qual se comunica pos dos Puentes de Sillería y Bóvedas, distantes entre sí quarenta varas..."
Yldefonso de Aragón, 1819.

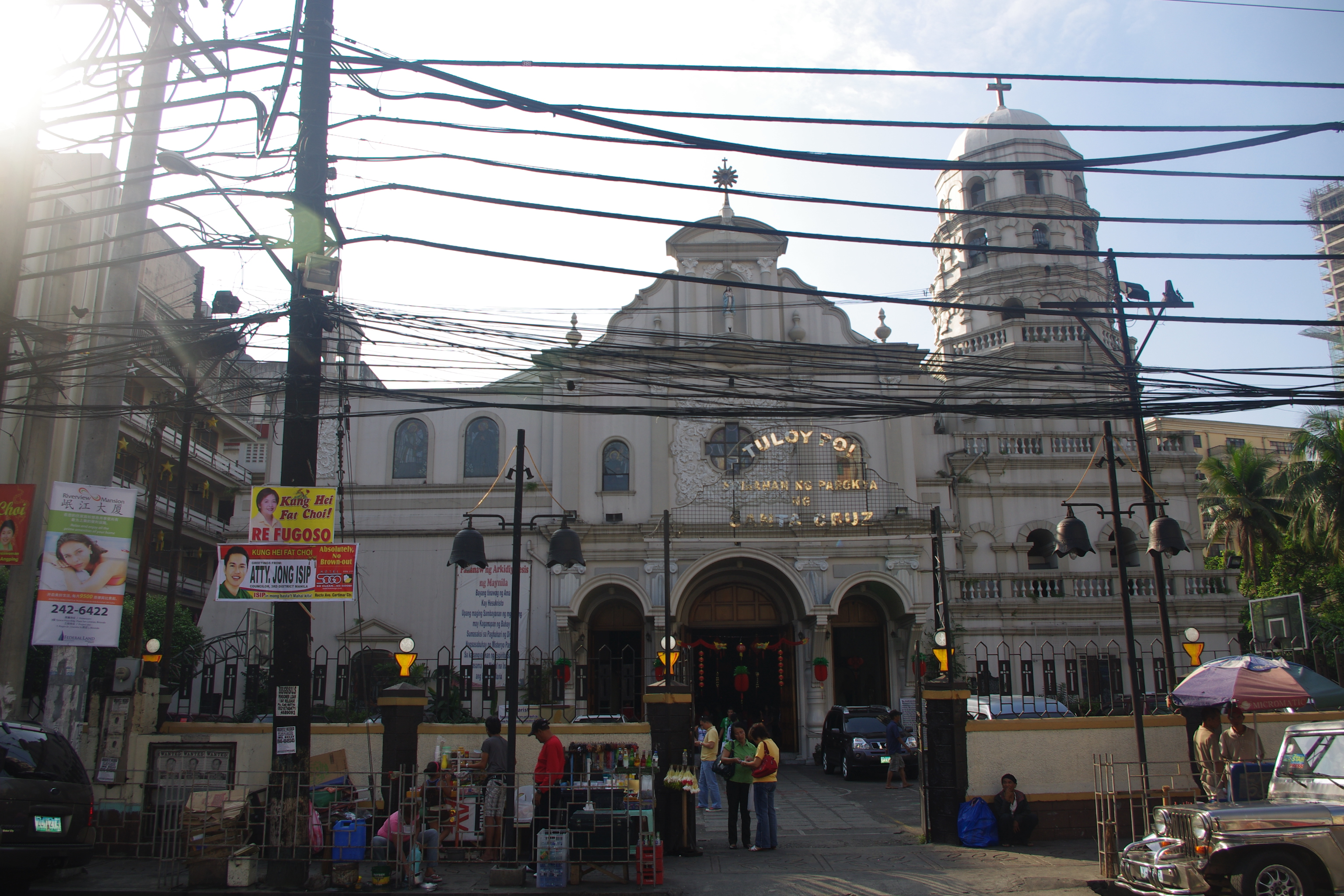
Iglesia de Santa Cruz en Manila